# Zbigniew Zaporowski
Zbigniew Konrad Zaporowski (ur. 1952) – polski historyk, profesor nauk humanistycznych.
Specjalizuje się w historii najnowszej Polski, ze szczególnym uwzględnieniem muzyki lat 60. i 70. Od 2004 pełni funkcję kierownika Zakładu Historii Społecznej XX wieku Uniwersytetu Marii Skłodowskiej-Curie.

## Ważniejsze publikacje
- Sejm Rzeczypospolitej Polskiej 1919-1939 : działalność posłów, parlamentarne koncepcje Józefa Piłsudskiego, mniejszości narodowe (1992)
- Między Sejmem a wiecem. Działalność Komunistycznej Frakcji Poselskiej w latach 1921-1935 (1997)
- Józef Piłsudski w kręgu wojska i polityki (1998)
- Wołyńskie Zjednoczenie Ukraińskie = Wołynśke Ukrainśke Obiednannia (2000)
- NSZZ „Solidarność” Uniwersytetu Marii Curie-Skłodowskiej w latach 1980-1981 (2011, wraz z Mirosławem Szumiło)
- 70 lat Uniwersytetu Marii Curie-Skłodowskiej w Lublinie. Studia z dziejów Uczelni (2015, wraz z Januszem Wroną)